# Raphael Holzhauser
Raphael Holzhauser, né le 16 février 1993 à Wiener Neustadt en Autriche, est un footballeur international autrichien qui joue au poste de milieu de terrain.

## Biographie

### Formation
Raphael Holzhauser découvre le football, à l'âge de dix ans, dans les rangs de l'ATSV 1920 Teesdorf.
Quatre ans plus tard, il intègre le centre de formation du SK Rapid Vienne, où il progresse jusqu'en U17. En 2009, il est transféré au VfB Stuttgart. Transitant de la sélection U19 à l'équipe fanion, il joue aussi avec l'équipe réserve du club, appelée VfB Stuttgart II, qui évolue en 3. Liga.

### Découverte de la Bundesliga allemande
Raphael Holzhauser joue  soixante-deux rencontres en tr division allemande où il est crédité de huit buts et cinq passes décisives. Lors de l'exercice 2011-2012 , Holzhauser est appelé pour la première fois dans le noyau A et découvre la Bundesliga lors de deux rencontres. La saison suivante, après deux matchs de 3. Liga, Raphael Holzhauser intègre l'équipe première. Il fait 21 apparitions et délivre 3 passes décisives en Bundesliga. Pendant cette saison 2012-2013, il participe également à sept matchs de Ligue Europa et deux de Coupe d'Allemagne.
En 2013-2014, l'Autrichien est prêté au FC Augsburg. Il y débute avec l'équipe réserve (deux matchs) qui joue les premiers rôles en Regionallliga Bayern (équivalent division 4). Il rejoint rapidement le noyau A du club bavarois. Il totalise treize matchs de Bundesliga (une passe décisive) et trois rencontres en Coupe d'Allemagne. Une fois le prêt échu, il retourne à Stuttgart où il reste cantonné en équipe réserve (quinze rencontres de 3.Liga, deux buts, une passe décisive).

### Retour au pays
Durant la trêve hivernale 2014-2015, le VfB Stuttgart et l'Austria Vienne trouvent un accord concernant le transfert du médian qui rentre au pays à partir du 22 janvier 2015. Raphael Holzhauser dispute une rencontre (un but) en Regionalliga Ost (équivalent division 3) avec l'équipe réserve puis intègre l'équipe fanion de l'Austria avec laquelle il évolue jusqu'en juin 2018. Chez les « Violets », Holzhauser se compose les statistiques suivantes : 114 matchs de Bundesliga autrichienne (vingt-deux buts et vingt-et-un passes décisives), six rencontres de Coupe d'Autriche (six buts et une passe décisive) ainsi que vingt-deux rencontres européennes (toutes en Ligue Europa) durant lesquelles il marque six buts et délivre huit passes décisives.

### Demi-échec en Suisse
À la suite d'une excellente saison 2017-2018 (seize buts et seize passes décisives toutes compétitions confondues), il attise l'intérêt du Grasshopper Zurich qu'il rejoint à partir du 1er juillet 2018. Le joueur se fracture un avant-bras le 25 novembre 2018, ce qui le rend indisponible près d'un mois et demi . Finalement, son séjour en Suisse ne répond pas franchement aux attentes[non neutre] : trois buts, trois passes décisives en vingt-et-une sorties d'un championnat que les « Sauterelles » terminent au troisième rang. Le club et le joueur s'accordent pour résilier le contrat en date du 2 avril 2019 .

### Vers l'inconnu en Belgique
Sans club pendant presque deux mois, Holzhauser accepte une offre qui aurait pu être un vilain piège[non neutre]. Quand le médian signe au K. Beerschot VA, ce cercle belge de la métropole anversoise ne sait pas encore dans quelle division il va évoluer la saison suivante.

#### De deux imbroglios administratifs à la réussite sportive
Le « Beerschot » a perdu la finale du championnat de Proximus League, la deuxième division belge. Mais son vainqueur, le YR KV Mechelen est sous le coup d'une enquête pour « falsification » ou « tentative de falsification de la compétition ». Des faits vieux de plus d'un an quand ce cercle évolue en D1 et finit relégué. Des faits qui semblent avérés mais pour lesquels assez étonnamment la fédération belge ne peut appliquer de sanction telle qu'une relégation car « (déjà) prescrits ». En bref, la procédure disciplinaire aurait dû être entamée plus rapidement. Concrètement, elle provient d'une enquête judiciaire externe à la fédération pour fraude dis cale et commission occultes entre agent, entraîneur et dirigeants de certains clubs. La presse belge surnomme ce dossier le Footballgate.
En définitive, le Beerschot doit rester en deuxième division et y joue le titre en 2019-2020. La Pandémie de Covid-19 venant interrompre les compétitions de football en mars 2020, le club qui se veut héritier/successeur d'un ancien heptuple champion de Belgique - le K. Beerschot VAV -, le club qui récupère le « matricule 13 » de son prestigieux devancier reste... dans l'attente d'un autre dossier administratif. La finale du championnat 2020, contre OH Leuven, est suspendue, alors qu'un club (Waasland-Beveren) désigné descendant depuis la D1, refuse son sort et multiplie les actions en justice. Finalement, une fois encore prise en défaut avec ses règlements, la Fédération belge est contrainte de maintenir le club plaignant parmi l'élite et, à la suite de ce fait, décide que les deux finalistes de D2 sont promus et pas simplement le vainqueur de la finale ! 
Raphael Holzhauser et le Beerschot gagnent la finale (jouée en août 2020) pour la gloire et rejoignent la Jupiler League, soit la Division 1 belge. Le médian viennois est une des révélations de cette saison « 20-21 ». Le transfert qui est aurait pu être un « flop » si le club mauve et blanc avait été contraint ou empêche de monter devient une belle réussite.
Durant la saison 2021-2022, Holzhauser joue moins en début de saison. Son club reste longtemps sans gagner et s'empêtre dans la lutte pour le maintien.

## Palmarès
- Finaliste de DFB Pokal : 2012 (VfB Stuttgart)[Note 2]
- 2x Vice champion d'Autriche : 2015 et 2018 (FK Austria Wien)
- Champion de Division 1B - « Proximus League » (D2) : 2020 (K. Beerschot VA, Belgique)

## Distinctions personnelles
- Soulier d'or de « La Tribune » : 2020[7],[Note 3]